# Ligustrum vulgare
Il ligustro comune (Ligustrum vulgare L., 1753) è una pianta cespugliosa dai delicati fiori bianchi appartenente alla famiglia delle Oleacee.

## Etimologia
Il nome del genere (Ligustrum - Legare) deriva da un antico nome latino, già usato da Gaio Plinio Secondo (23 – 79) scrittore, ammiraglio e naturalista romano e da Virgilio (70 a.C. – 19 a.C.) poeta romano, per le piante chiamate volgarmente ligustro o olivella. Il primo botanico a usare questo nome associato al "ligustro" è stato Dioscoride (Anazarbe, 40 circa – 90 circa), medico, botanico e farmacista greco antico che esercitò a Roma ai tempi dell'imperatore Nerone; mentre in "tempi moderni" è stato il botanico francese Joseph Pitton de Tournefort (Aix-en-Provence, 5 giugno 1656 – Parigi, 28 dicembre 1708) a usare questo vocabolo con valore di genere. L'epiteto specifico (vulgare) significa "comune, consueto".
Il nome scientifico della specie è stato definito da Linneo nella pubblicazione "Species Plantarum - 1: 7. 1753" del 1753.

## Descrizione

### Portamento
Queste piante possono arrivare fino ad una altezza di 5 – 12 m (massimo 30 m). La forma biologica è nano-fanerofita (NP), sono piante perenni e legnose, con gemme svernanti poste ad un'altezza dal suolo tra i 30 cm e i 2 metri. Queste piante possono essere considerate anche fanerofite arboree  (P scap) o fanerofite cespugliose (P caesp) a seconda del tipo di crescita. Alla base del fusto si formano diversi stoloni che diffondendosi per via vegetativa creano densi cespugli. In genere queste piante sono profumate.

### Fusto
La parte aerea del fusto è cespugliosa e prostrata con una corteccia colorata di bruno-verdastro, superficie liscia con lenticelle subrotonde o ellittiche in posizione trasversa. I rami sono minutamente pubescenti (glabro nel resto). Dimensione delle lenticelle = 1 mm.

### Foglie

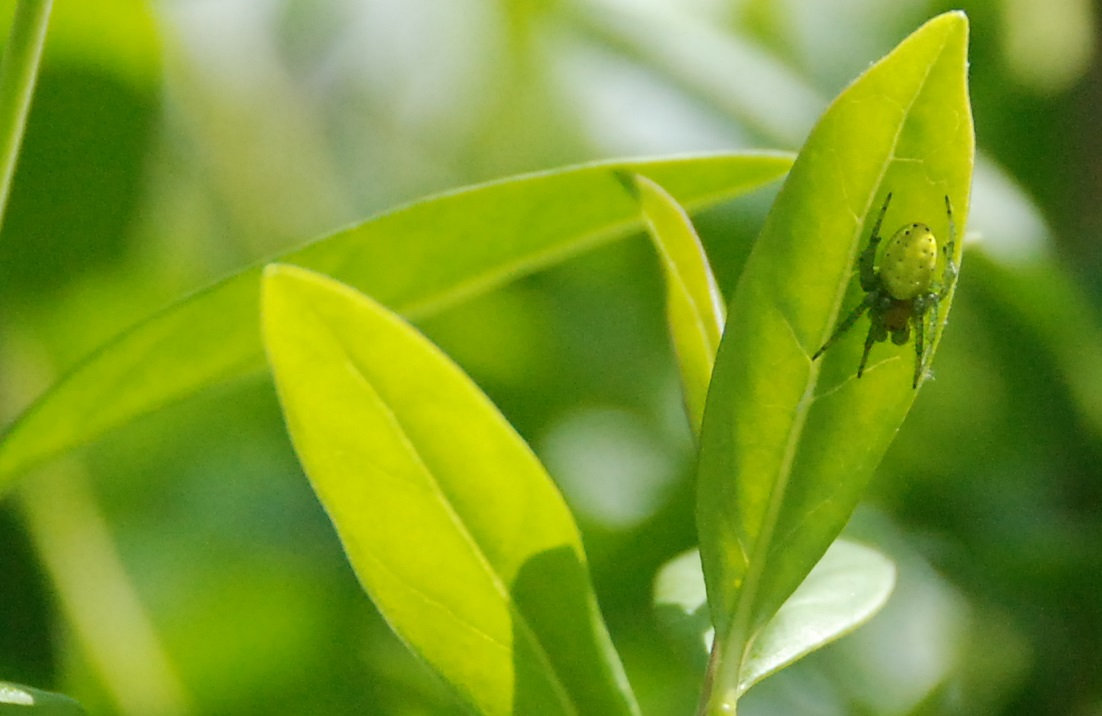
Le foglie

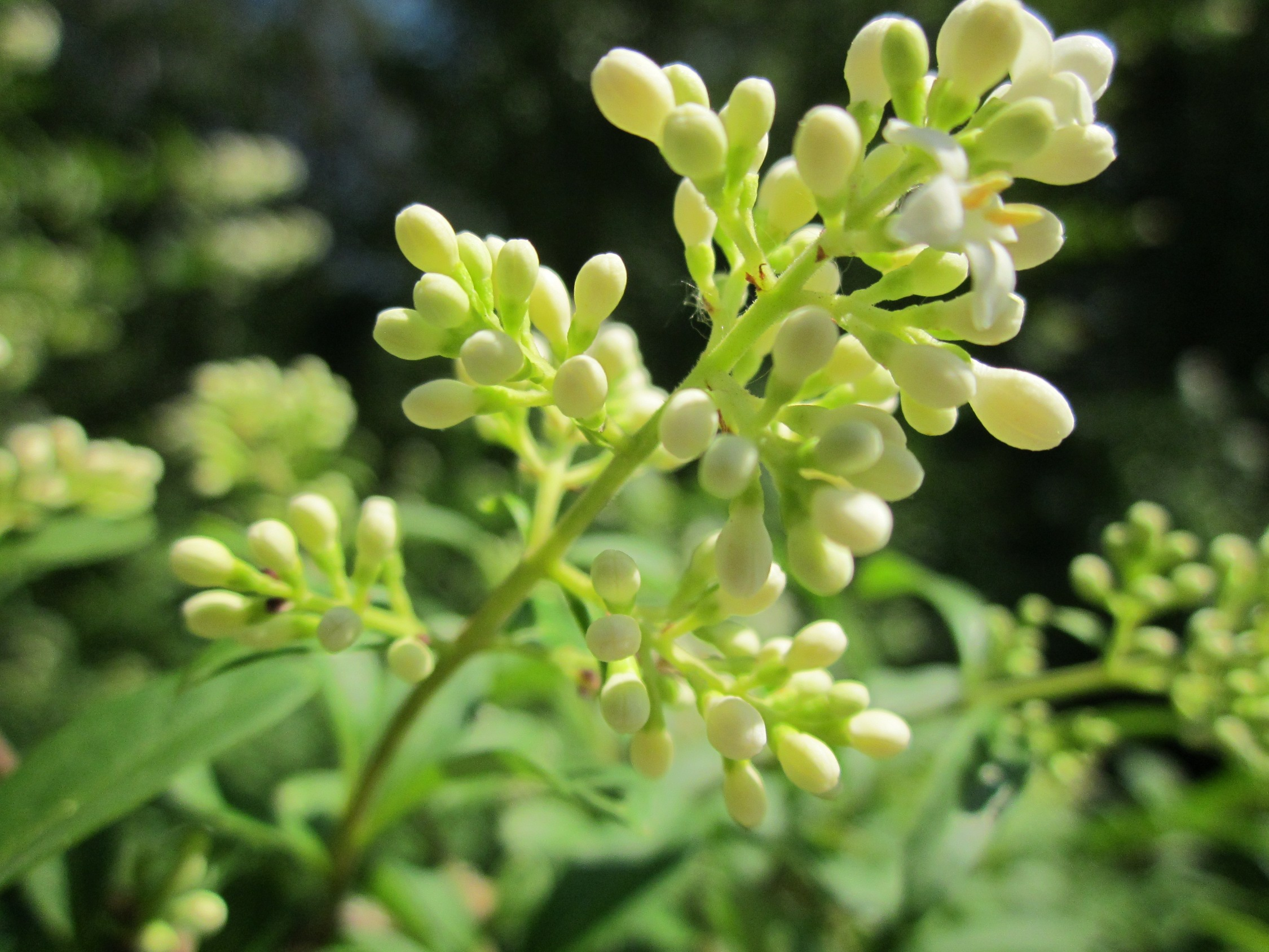
Infiorescenza

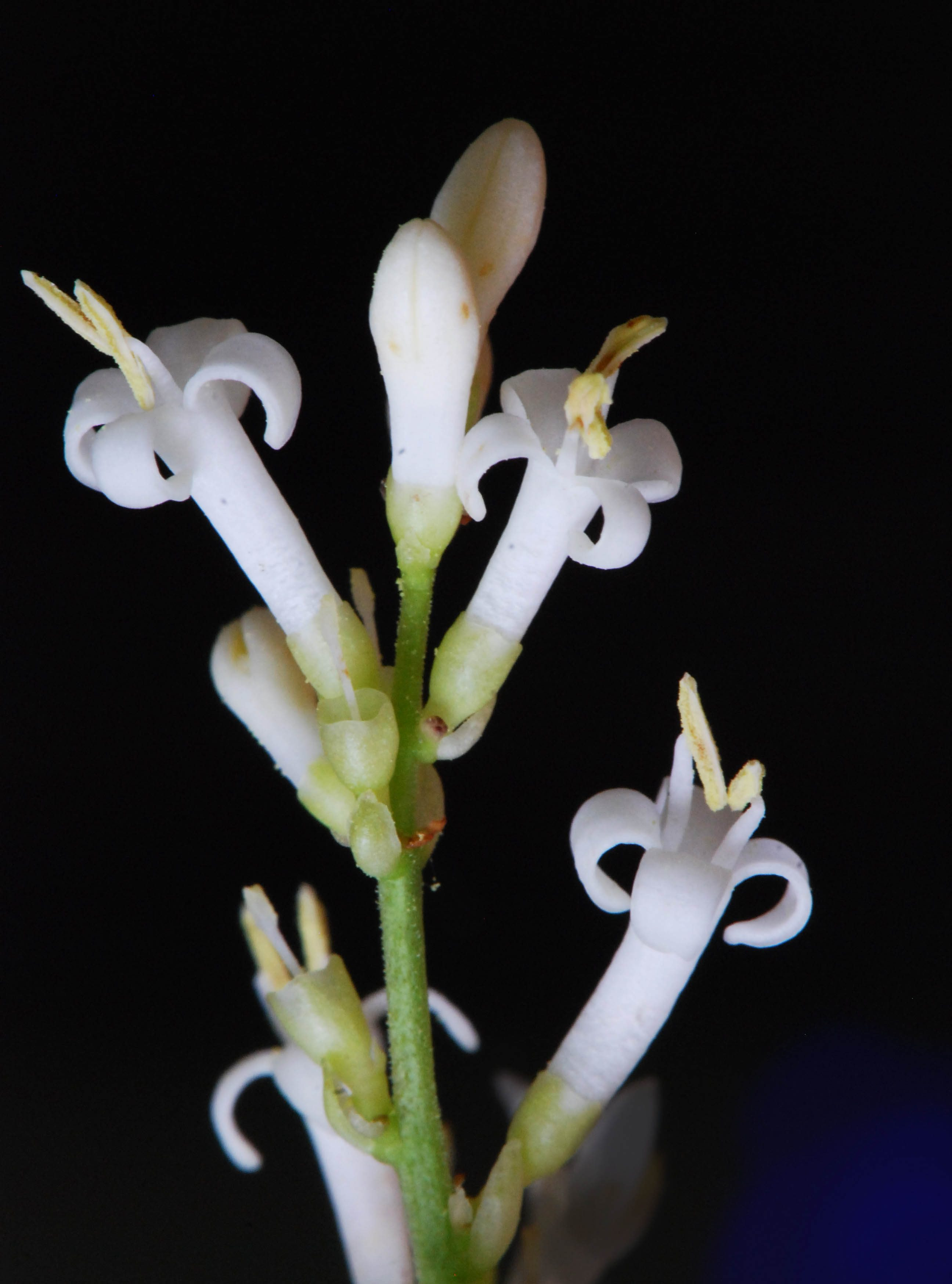
I fiori

Le foglie sono intere, coriacee e lucide, verdi su entrambe le facce ed hanno un portamento opposto; formano dei verticilli a 2 a 2 e ogni verticillo è posizionato a 90° rispetto a quello sottostante. In genere le foglie sono caduche (nelle zone climatiche più calde come nel Mediterraneo sono più o meno persistenti anche durante la stagione invernale). Le foglie sono picciolate e si dividono in foglie basali (quelle dei rami più bassi) con una lamina ellittica e quelle apicali con lamine lanceolate. Le stipole sono assenti. Lunghezza del picciolo: 2 mm. Dimensione delle foglie basali: larghezza 12 mm; lunghezza 16 mm. Dimensione delle foglie apicali: larghezza 10 – 15 mm; lunghezza 30 – 40 mm.

### Infiorescenza
Le infiorescenze sono formate da pannocchie terminali con forme ovato-piramidali. I fiori sono raccolti densamente. Sono molto profumate.

### Fiore
- I fiori sono ermafroditi, attinomorfi e tetraciclici (ossia formati da 4 verticilli: calice– corolla – androceo – gineceo) e tetrameri (ogni verticillo ha 4 elementi).
- Formula fiorale. Per la famiglia di queste piante viene indicata la seguente formula fiorale:[11][12]

* K (4), [C (4), A 2], G (2), supero, bacca/capsula.
- Il calice è gamosepalo a forma campanulata, piccolo con 4 lobi. Dimensione del calice: 1 mm.
- La corolla è gamopetala, con forme più o meno da obconiche a imbutiformi. Termina con 4 lobi valvati a forma di cappuccio lievemente patenti; la parte tubolare è meno lunga della parte lobata. Il colore della corolla è bianco-latte. Dimensione della corolla: 4 – 6 mm.
- L'androceo è formato da 2 stami inclusi e adnati alla corolla. Le antere sono formate da due teche con deiscenza longitudinale. Il polline è tricolpato.
- Il gineceo è bicarpellato (sincarpico - formato dall'unione di due carpelli) ed ha un ovario supero, biloculare con 2 ovuli penduli per loculo. Gli ovuli sono provvisti di un solo tegumento e sono tenuinucellati (con la nocella, stadio primordiale dell'ovulo, ridotta a poche cellule).[13] La placentazione è assile. Lo stilo è unico e termina con uno stigma bifido. Il nettare è secreto dalle ovaie.
- Fioritura: da maggio a luglio.

### Frutti
Il frutto è una bacca subsferica carnosa con 1 - 4 semi. Il colore in genere è nero lucido. Dimensione della bacca: 6 – 8 mm.

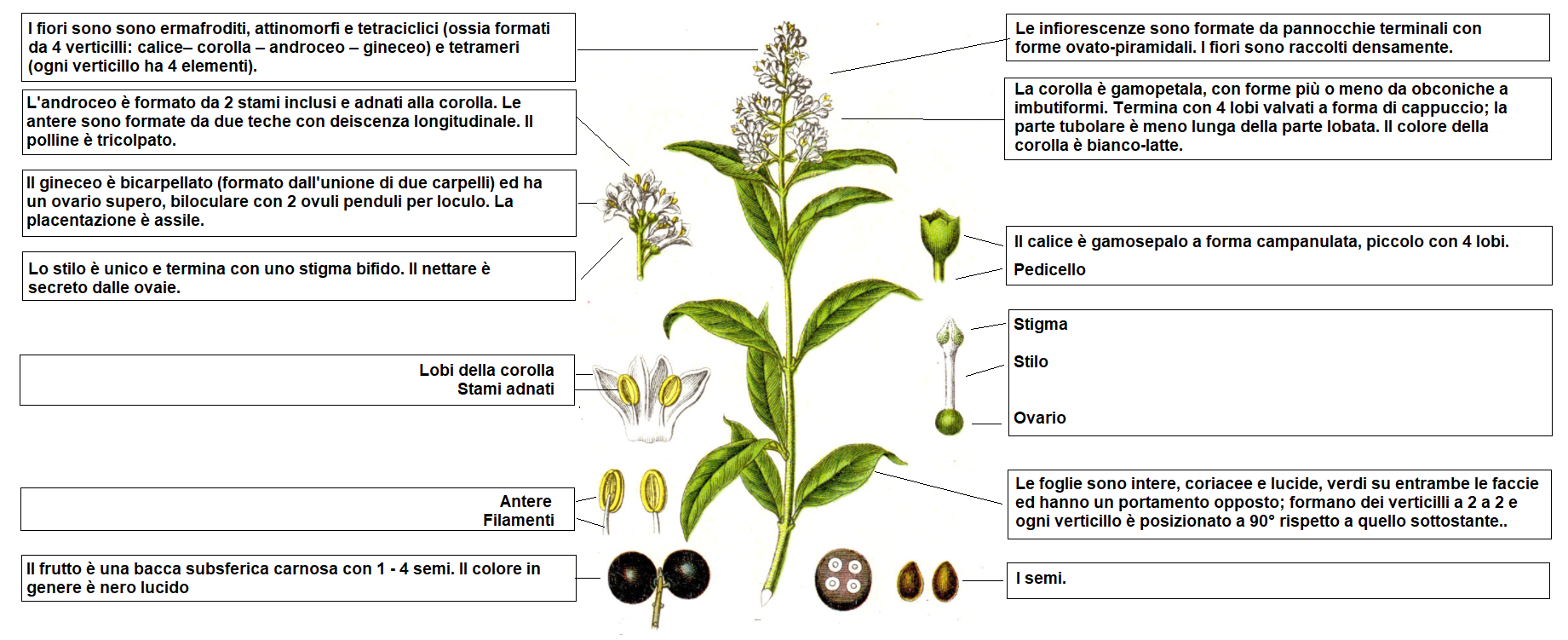
Descrizione delle parti della pianta

## Biologia
Le piante di questa specie si riproducono per impollinazione mediata dagli insetti (impollinazione entomogama) o dal vento (impollinazione anemogama).
I semi cadendo (dopo aver eventualmente percorso alcuni metri a causa del vento - dispersione anemocora) a terra sono dispersi soprattutto da insetti tipo formiche (mirmecoria).

## Distribuzione e habitat

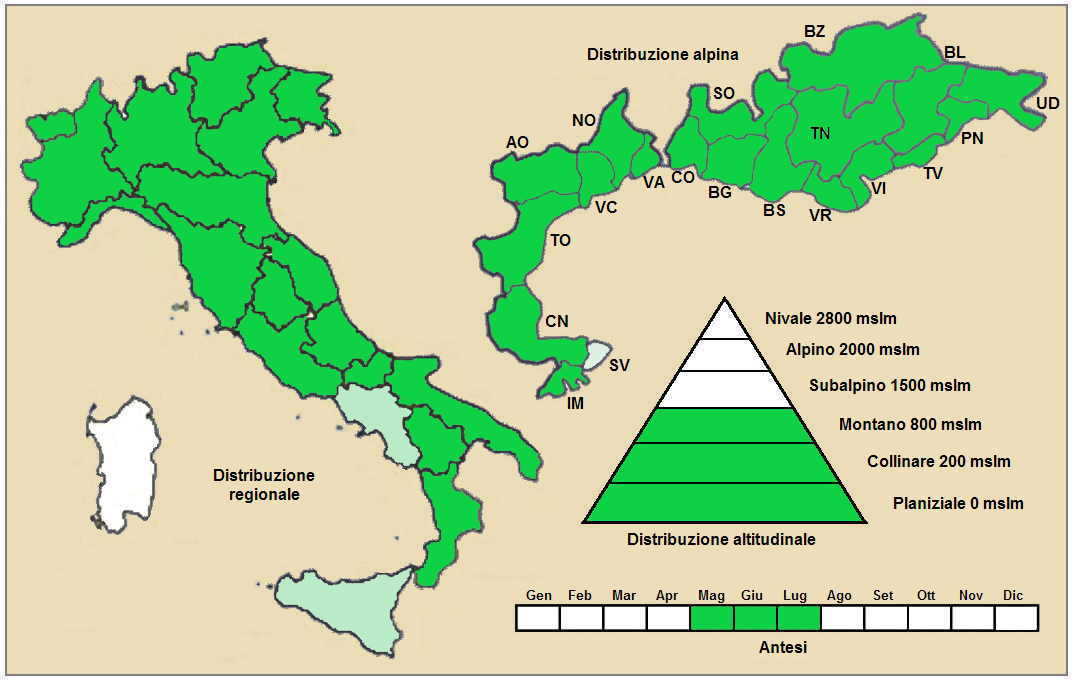
Distribuzione della pianta
(Distribuzione regionale – Distribuzione alpina)

- Geoelemento: il tipo corologico (area di origine) è Europeo - Ovest Asiatico.
- Distribuzione: in Italia è una pianta comune ed è presente ovunque (isole escluse) sia in pianura che nelle Alpi. Sugli altri rilievi europei collegati alle Alpi si trova nella Foresta Nera, Vosgi, Massiccio del Giura, Massiccio Centrale, Pirenei, Alpi Dinariche, Monti Balcani e Carpazi.[16] Inoltre questa pianta è spontanea nell'Europa meridionale e centrale e nell'Asia occidentale (dall'Anatolia fino all'areale della ex Persia) e in Africa nel Magreb. Naturalizzata (dalla flora dei giardini) si trova anche nell'America settentrionale.[4][17]
- Habitat: l'habitat tipico per questa specie sono i boschi caducifogli termofili (talora nelle leccete), i margini delle zone a cespuglieti e le siepi. Il substrato preferito è calcareo ma anche calcareo/siliceo con pH basico-neutro, bassi valori nutrizionali del terreno che deve essere mediamente umido.[16]
- Distribuzione altitudinale: sui rilievi queste piante si possono trovare fino a 1.300 m s.l.m.; frequentano quindi i seguenti piani vegetazionali: montano e collinare (oltre a quello planiziale – a livello del mare).

### Fitosociologia
Dal punto di vista fitosociologico alpino Ligustrum vulgare appartiene alla seguente comunità vegetale:
- Formazione : comunità arbustive.

- Classe : Crataego-Prunetea

- Ordine : Prunetalia spinosae

## Tassonomia
La famiglia delle Oleacee comprende 27 generi e oltre 600 specie  con distribuzione cosmopolita dalle regioni tropicali fino a quelle temperate. Il genere Ligustrum fa parte della sottotribù Ligustrinae (tribù Oleeae); gruppo botanico caratterizzato dalla presenza di flavoni glicosidi, ovario con 2 ovuli penduli per loculo, vasi multipli e fibre libriformi nel legno.
Il numero cromosomico di L. vulgare è: 2n = 46.

### Sinonimi
Questa entità ha avuto nel tempo diverse nomenclature. L'elenco seguente indica alcuni tra i sinonimi più frequenti:
- Ligustrum album Gueldenst. ex Ledeb.
- Ligustrum angustifolium Gilib.
- Ligustrum decipiens Gand.
- Ligustrum insulare Decne.
- Ligustrum insulense Decne.
- Ligustrum italicum Mill.
- Ligustrum lodense Glogau
- Ligustrum oviforme Gand.
- Ligustrum sempervirens Mazziari
- Ligustrum vicinum Gand.
- Ligustrum vulgare  var.  atrovirens Hoefker
- Ligustrum vulgare  var.  aureum Hoefker
- Ligustrum vulgare  var.  auriflorum Hoefker
- Ligustrum vulgare  var.  chlorocarpum Hoefker
- Ligustrum vulgare  var.  coombei P.D.Sell
- Ligustrum vulgare  var.  glaucum Hoefker
- Ligustrum vulgare  var.  insulense (Decne.) Hoefker
- Ligustrum vulgare subsp. italicum (Mill.) Fukarek
- Ligustrum vulgare  var.  italicum (Mill.) Vahl
- Ligustrum vulgare  var.  laurifolium Hoefker
- Ligustrum vulgare  var.  macrophyllum Murr
- Ligustrum vulgare  var.  pendulum (Carrière) Hoefker
- Ligustrum vulgare f. pendulum (Carrière) Dippel
- Ligustrum vulgare  var.  pyramidale Hoefker
- Ligustrum vulgare  var.  variegatum Hoefker
- Ligustrum vulgare  var.  xanthocarpum Loudon
- Ligustrum vulgare f. xanthocarpum (Loudon) P.D.Sell
- Olea humilis Salisb.

## Usi

### Farmacia
Secondo la medicina popolare questa pianta ha le seguenti proprietà medicamentose:
- astringente (limita la secrezione dei liquidi);
- vulnerarie (guarisce le ferite).

### Giardinaggio
Questa pianta è spesso coltivata nei giardini, nei parchi e in vicinanza delle case coloniche per formare siepi e muretti. Inoltre per la tolleranza all'inquinamento è usata come alberature stradali. È pianta molto visitata dalle api, che ne raccolgono polline ed abbondante nettare.

### Altri usi
Le bacche contengono una sostanza colorante usata in Chimica di laboratorio, la Ligulina, per rilevare, col viraggio di colore, il pH delle soluzioni liquide.

## Altre notizie
Il ligustro in altre lingue è chiamato nei seguenti modi:
- (DE)  Gewöhnlicher Liguster, Rainweide
- (FR)  Troène vulgaire
- (EN)  Wild Privet